# Brooks, Alberta
Brooks är en ort i Kanada.   Den ligger i provinsen Alberta, i den södra delen av landet, 2 700 km väster om huvudstaden Ottawa. Brooks ligger 748 meter över havet och antalet invånare är 12 744. Den ligger vid sjön Johnson Lake.
Terrängen runt Brooks är platt. Brooks är det största samhället i trakten. 
Trakten runt Brooks består till största delen av jordbruksmark. Runt Brooks är det ganska tätbefolkat, med 239 invånare per kvadratkilometer.